# Thierry Langer
Pour les articles homonymes, voir Langer.
Thierry Langer, né le 24 octobre 1991 à Malmedy, est un biathlète et fondeur belge.

## Biographie
Membre du club d'Elsenborn, il commence sa carrière internationale de biathlète en 2006 en prenant par à la Coupe d'Europe junior. En décembre 2009, il reçoit sa première sélection au plus haut niveau à l'occasion de l'étape de Coupe du monde à Östersund. En 2012, à Ruhpolding, il court pour la première fois les Championnats du monde, compétition dont il cumule au total huit participations. S'il obtient ses premiers résultats significatifs dans l'IBU Cup lors de la saison 2016-2017 (plusieurs fois dans le top 30), il ne pas parvient à se qualifier pour les Jeux olympiques d'hiver de 2018 à Pyeongchang dans ce sport. Il obtient tout de même son ticket pour le quinze kilomètres libre en ski de fond, où il signe le 66e temps. En 2018-2019, il est présent sur de multiples étapes de la Coupe du monde, compétition où il marque ses premiers points la saison suivante à Hochfilzen avec une 21e place sur le sprint.
Sur la dernière étape de Coupe du monde de l'hiver 2020-2021, le Belge termine pour la première fois dans le top vingt à ce niveau en prenant la quinzième place du sprint à Östersund.

## Palmarès en ski de fond

### Jeux olympiques d'hiver
| Épreuve / Édition                | Sprint                           | Sprint    | 15 km | 15 km                            | Poursuite (skiathlon) 2 × 15 km | 50 km | Relais | Relais    |
| Épreuve / Édition                | libre                            | classique | libre | classique                        | Poursuite (skiathlon) 2 × 15 km | 50 km | Sprint | 4 × 10 km |
| Jeux olympiques 2018 Pyeongchang | Épreuve inexistante à cette date | -         | 66e   | Épreuve inexistante à cette date | —                               | —     | -      | -         |

Légende :
- - : Non disputée par Langer

### Championnats du monde
| Épreuve / Édition   | Sprint | Sprint                           | 15 km                            | 15 km     | Poursuite (skiathlon) 2 × 15 km | 50 km | Relais | Relais    |
| Épreuve / Édition   | libre  | classique                        | libre                            | classique | Poursuite (skiathlon) 2 × 15 km | 50 km | Sprint | 4 × 10 km |
| Mondiaux 2017 Lahti | 84e    | Épreuve inexistante à cette date | Épreuve inexistante à cette date | -         | -                               | -     | —      | —         |

Légende :
- : pas d'épreuve
- — : Non disputée par Langer

## Palmarès en biathlon

### Championnats du monde
| Édition / Épreuve       | Individuel | Sprint | Poursuite | Mass start | Relais | Relais mixte | Relais mixte simple              |
| ----------------------- | ---------- | ------ | --------- | ---------- | ------ | ------------ | -------------------------------- |
| Ruhpolding 2012         | 118e       | 127e   | —         | —          | 26e    | —            | Épreuve inexistante à cette date |
| Nové Mesto 2013         | 110e       | 121e   | —         | —          | –      | —            | Épreuve inexistante à cette date |
| Kontiolahti 2015        | 98e        | 110e   | —         | —          | —      | —            | Épreuve inexistante à cette date |
| Oslo 2016               | 84e        | 84e    | —         | —          | 24e    | —            | Épreuve inexistante à cette date |
| Hochfilzen 2017         | 77e        | 90e    | —         | —          | —      | —            | Épreuve inexistante à cette date |
| Östersund 2019          | 88e        | 89e    | —         | —          | 23e    | —            | —                                |
| Antholz-Anterselva 2020 | 38e        | 75e    | –         | —          | 19e    | 25e          | —                                |
| Pokljuka 2021           | 76e        | 58e    | 43e       | —          | 22e    | 21e          | —                                |
| Oberhof 2023            | 54e        | 56e    | 34e       | —          | 19e    | 14e          | —                                |
| Nove Mesto 2024         | —          | DNF    | —         | —          | —      | 8e           | —                                |
| Lenzerheide 2025        |            | 42e    | 46e       |            |        | 10e          |                                  |

Légende :
- — : non disputée par Thierry Langer
- : pas d'épreuve

### Coupe du monde
- Meilleur classement général : 56e en 2024.
- Meilleur résultat individuel : 9e[2].

#### Classements annuels
| Saison    | Classement général final | Individuel | Sprint | Poursuite | Mass start |
| 2009-2010 | nc                       | nc         | nc     |           |            |
|           |                          |            |        |           |            |
| 2011-2012 | nc                       | nc         | nc     |           |            |
| 2012-2013 | nc                       | nc         | nc     |           |            |
|           |                          |            |        |           |            |
| 2014-2015 | nc                       | nc         | nc     |           |            |
| 2015-2016 | nc                       | nc         | nc     |           |            |
| 2016-2017 | nc                       | nc         | nc     |           |            |
| 2018-2019 | nc                       | nc         | nc     |           |            |
| 2019-2020 | 60e                      | 62e        | 54e    | 51e       |            |
| 2020-2021 | 60e                      | nc         | 47e    | nc        |            |
| 2021-2022 | 89e                      | nc         | 80e    | nc        |            |
| 2022-2023 | 58e                      | 57e        | 46e    | 70e       |            |
| 2023-2024 | 56e                      | nc         | 51e    | 53e       |            |